# وباء الطاعون العثماني 1812-1819
وباء الطاعون العثماني 1812-1819 هو أحد آخر الأوبئة الرئيسية للطاعون في الإمبراطورية العثمانية. هذا الوباء كلف أرواح 300000 شخص على الأقل. حدثت أوبئة الطاعون بشكل متكرر في الإمبراطورية العثمانية بين القرنين السادس عشر والتاسع عشر.

## التاريخ
انتشر المرض في العاصمة القسطنطينية في يوليو 1812. كان الوضع معتدلاً في البداية، لكن بحلول أواخر أغسطس، أصبح الوضع حرجًا. بحلول سبتمبر، كان حوالي 2000 شخص يموتون كل يوم. هدأ الوباء في ديسمبر، لكنه عاد إلى الظهور لاحقًا. بحلول نهاية الوباء، قدر الباب العالي أن هناك 320،955 حالة وفاة، بما في ذلك 220،000 تركي، 40،800 أرمني، 32000 يهودي، 28000 يوناني، 50 حلبيًا، 80 جزيريًا و25 فرانكيًا.
انتشر تفشي المرض في معظم أنحاء أراضي الإمبراطورية، بما في الإسكندرية في إيالة مصر. في عام 1813، وصل الطاعون إلى ولاية والاشيا العثمانية حيث أصبح يُعرف باسم طاعون كاراجيا على اسم حاكم البلاد في ذلك الوقت. تسبب الوباء في مقتل ما يقرب من 25.000 إلى 30.000 شخص في بوخارست وحدها. في نفس الوقت تقريبًا، كان الطاعون موجودًا أيضًا في البوسنة، ووصل إلى دالماتيا في عام 1815. في 1814-1815 عادت للظهور في مصر والبوسنة وألبانيا.
انتشر الطاعون أيضًا إلى ما وراء حدود الإمبراطورية. في مايو 1812 كان هناك تفشي في بوتي، جورجيا. في سبتمبر أصيبت شبه جزيرة القرم. كانت قد وصلت إلى أوديسا في أغسطس، حيث تم إغلاق الكنائس والمسرح والبورصة. لعب دوق ريشيليو دورًا مهمًا. في 22 نوفمبر 1812، سُجن جميع سكان أوديسا البالغ عددهم 32000 قسريًا في منازلهم. في 7 يناير 1813، لم يتم الإبلاغ عن المزيد من الحالات من أوديسا وأعيد فتح المدينة بعد 66 يومًا، لكن لم يُسمح لأي شخص بمغادرة المدينة. قتل الوباء 2656 شخصًا في عام 1812؛ توفي 24 شخصًا في عام 1813. كان على المقاطعات في مولدافيا (تيراسبول) وجنوب أوكرانيا (نوفوميرغورود) التعامل مع الطاعون. 
في مارس 1813، تم إدخاله إلى جزيرة مالطا التي تسيطر عليها بريطانيا، مما تسبب في وباء استمر حتى يناير 1814 وقتل حوالي 4500 شخص. انتشر الوباء من مالطا إلى جزيرة جوزو القريبة، حيث قتل تفشي المرض حوالي 100 شخص بين مارس وسبتمبر 1814. كما انتشر الوباء في جزيرة كورفو عام 1815.
قد يكون تفشي طاعون صغير حدث في نوخا بإيطاليا عام 1815 قد نشأ أيضًا من الوباء في دالماتيا، لكن مصدره الدقيق غير معروف ومن المحتمل أن يكون تفشي المرض مستوطنًا.
حدث وباء الطاعون الرئيسي التالي في الإمبراطورية العثمانية بين عامي 1835 و1838.